# Maksim Bahdanovič

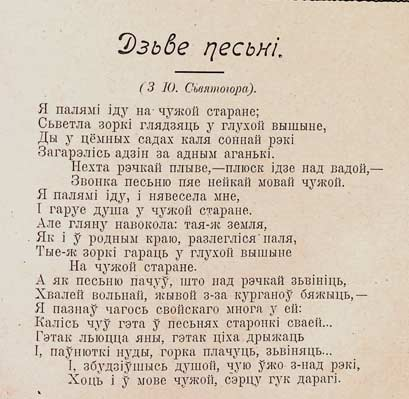
Poezia „Două cântece”, publicată în 1909 în ziarul Nașa niva.

Maksim Adamavič Bahdanovič (în belarusă Максім Адамавіч Багдановіч, în rusă Максим Адамович Богданович; n. 27 noiembrie/9 decembrie 1891, Minsk, Imperiul Rus – d. 12/25 mai 1917, Ialta, gubernia Taurida, Imperiul Rus) a fost un poet, jurnalist, traducător, critic literar și istoric literar bielorus. Este considerat unul dintre fondatorii limbii bieloruse moderne.

## Biografie
Bahdanovič s-a născut la Minsk în familia lui Adam Bahdanovič, un important etnograf belarus care, în cea mai mare parte a carierei sale, a lucrat ca funcționar bancar. Maksim s-a născut într-un apartament din Casa Karakazov, situată în cartierul Dealul Treimii, unde, pe lângă apartamentul lui Bahdanovich, se mai afla și o școală parohială. Tatăl său provenea dintr-o familie țărănească fără pământ, în timp ce mama lui (născută Myakota) făcea parte dintr-o veche familie nobiliară belarusă. Bunicul din partea mamei sale, Apanas Janovich Myakota, era un veteran rus al Războiului Crimeei care, pentru serviciul său militar, a obținut un titlu nobiliar individual. Ambii părinți ai lui Maksim au absolvit școli pedagogice. Tatăl lui Maksim, Adam, a fost implicat ulterior în activitățile organizației revoluționare antițariste Narodnaia Volia.
În 1892 familia Bahdanovič s-a mutat la Grodno, unde tatăl lui Maksim a obținut un loc de muncă la banca locală. La câțiva ani după mutare, în 1896, mama viitorului poet, Maria, a murit de tuberculoză. În 1896 Adam Bahdanovič s-a mutat împreună cu copiii săi în orașul Nijni Novgorod din Rusia, unde au crescut în afara mediului bielorus. Maksim a scris primele sale poezii în limba bielorusă la vârsta de 10 ani. În perioada 1902-1908 a învățat la o gimnaziu rus la Nijni Novgorod. În timpul Revoluției din 1905 a participat activ la grevele organizate în oraș. În 1907 a apărut în ziarul Nașa Niva prima operă literară publicată de Bahdanovič — romanul Muzîka.
În iunie 1908 familia poetului s-a mutat la Iaroslavl, unde un an mai târziu Maksim s-a îmbolnăvit de tuberculoză. După absolvirea studiilor secundare în 1911, Bahdanovič s-a întors în Belarus unde i-a cunoscut pe Vaclau Lastouski, Ivan Luckievich și Anton Luckievich, personalități ale renașterii naționale bieloruse. În același an a vrut să se înscrie la Facultatea de Filologie a Universității din St. Petersburg, dar lipsa de bani și climatul umed al capitalei ruse l-a făcut să se întoarcă la Iaroslavl, unde s-a înscris la Școala Superioară de Drept „Demidov”. În perioada studiilor, Bahdanovič a lucrat la ziarul Golos și a scris numeroase opere literare, care au fost publicate atât în Belarus, cât și în Rusia. La începutul anului 1914 a fost publicată la Vilna (astăzi Vilnius) singura sa carte de poezii, Vianok (O coroană).
În vara anului 1916, după absolvirea liceului, Maksim Bahdanovič s-a mutat la Minsk și a lucrat acolo la administrația gubernială locală. În februarie 1917 Bahdanovič a călătorit în Crimeea pentru a fi tratat de tuberculoză. Tratamentul nu a avut succes, iar poetul a murit în acel an la Ialta, la vârsta de 26 de ani.
Manuscrisele poetului au fost păstrate în casa tatălui său, dar colecția a fost grav afectată în timpul Războiului Civil Rus din 1918.

## Locul său în istoria literaturii bieloruse
Maksim Bahdanovich a scris poezii cu accente sociale și filosofice și a introdus mai multe forme lirice noi în literatura bielorusă. El a desfășurat o bogată activitatea de traducător, traducând în limba bielorusă poeziile lui Paul Verlaine, Heinrich Heine, Aleksandr Pușkin, Ovidiu, Horațiu și a altora și în limba rusă poeziile lui Janka Kupala, Taras Șevcenko și Ivan Franko. În 1991-1995 o colecție completă de poezii ale lui Bahdanovich a fost publicată în Belarus.
Operele Zorka Venera (de Jury Siemianiaka și Ales' Bachyla) și Maksim (de Ihar Palivoda) i-au fost dedicate lui Maksim Bahdanovič. În prezent există muzee dedicate poetului la Minsk (Muzeul Literar Maksim Bahdanovič), Grodno și Iaroslavl. Mai multe străzi ale orașelor mari din Belarus și Rusia îi poartă numele.

## Legături externe
- Lucrările lui Maksim Bahdanovich la Belaruskaia Palichka
- Muzeul literar Maksim Bahdanovič
- Poemele lui Maksim Bahdanovich traduse în limba germană